# Mohamed-Amine Bouchenna
Pour les articles homonymes, voir Bouchenna.
Mohamed-Amine Bouchenna, né le 15 juin 2006 à Beaumont-sur-Oise (France), est un footballeur français évoluant au poste d'attaquant dans les équipes jeunes du Clermont Foot 63.

## Carrière

### En club
Le 18 novembre 2022, il signe son premier contrat professionnel avec le Clermont Foot 63. Alors âgé de 16 ans et 5 mois, il devient le plus jeune joueur professionnel de l'histoire du club. 
Le 27 janvier 2024, il est convoqué pour la première fois dans le groupe professionnel à l'occasion du match de Ligue 1 du lendemain face à Strasbourg (qu'il ne dispute finalement pas),. 
Le 4 mai 2024, il joue son premier match professionnel, en remplaçant Alan Virginius à la 78e minute de la rencontre de Ligue 1 face à l'AS Monaco (défaite 4-1),. 